# Tribolium obliterum
Tribolium obliterum är en gräsart som först beskrevs av William Botting Hemsley, och fick sitt nu gällande namn av Stephen Andrew Renvoize. Tribolium obliterum ingår i släktet Tribolium och familjen gräs. Inga underarter finns listade i Catalogue of Life.